# Osiedle Wyszyńskiego (Siedlce)
Osiedle Wyszyńskiego (pełna nazwa osiedle im. Kardynała Stefana Wyszyńskiego) (do 1991 roku Osiedle imienia Marcina Kasprzaka) – osiedle mieszkaniowe w Siedlcach, leży we wschodniej części miasta. Osiedle zajmuje obszar ok. 5 ha i w całości zabudowane jest blokami mieszkalnymi (11- i 4-piętrowymi).

## Historia
Budowę osiedla rozpoczęto w 1980 r. na fali intensywnego rozwoju przemysłu. Początkowo nazywało się Osiedlem im. Marcina Kasprzaka, lecz w 1991 r. nazwa została zmieniona na osiedle im. Kardynała Stefana Wyszyńskiego.
W 2008 r. na terenie osiedla powstały dwa nowe bloki.
W 2017 r. przy osiedlu ogłoszono budowę parku handlowego Stalchemia na terenie byłej Odlewni Staliwa Stalchemak. Budowę ukończono latem 2021 roku.

## Położenie

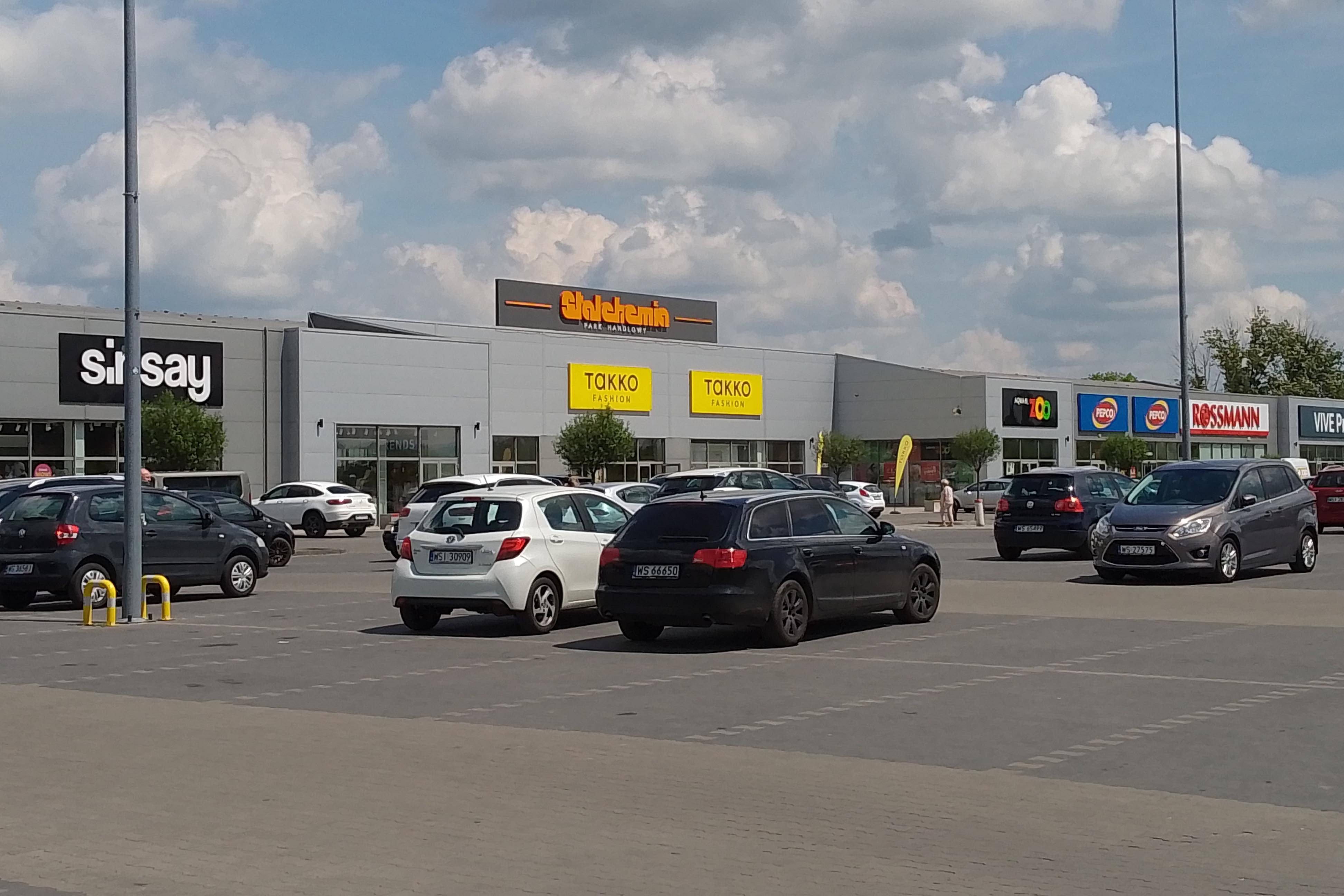
Park Handlowy Stalchemia

Osiedle znajduje się pomiędzy ulicami:
- Starowiejską (od północy),
- F. Kleeberga (od wschodu),
- prym. kard. St. Wyszyńskiego (od zachodu i południa).

Znajdują się tu dwa niepubliczne przedszkola: ,,Z uśmiechem" oraz ,,Kubusia Puchatka". Ponadto, znajdują się tu również staw, dwa place zabaw oraz wybieg dla psów. Przy osiedlu znajduje się też park handlowy Stalchemia.